# XXXI Individual d'Escala i Corda
El XXXI Individual d'Escala i Corda - Trofeu President de la Generalitat és la trenta-una edició del Trofeu Individual d'Escala i Corda, patrocinat per Bankia. Disputat al llarg del mes d'octubre de 2016, hi participaren dotze escalaters: Carlos de Massalfassar, Giner de Murla, Marc de Montserrat, Miguel de Petrer, Monrabal, Pablo de Borriol, Pablo de Sella, Pere Roc II, Puchol II, Salva de Massamagrell, Santi i el tetracampió vigent, Soro III, el qual perdé el títol en la final contra Puchol.

## Jugadors participants
El participant més veterà d'esta edició és Salva, amb trenta-set anys. Tots juguen habitualment al rest excepte els mitgers Monrabal, Salva i Santi.
| A.    | Figura           | Llinatges                  | Lloc d'origen | Palmarés |
| ----- | ---------------- | -------------------------- | ------------- | -------- |
| 1991  | Puchol II        | F. Xavier Puchol Catalunya | Vinalesa      | 1        |
| 1984  | Soro III         | Francesc Soro Juan         | Massamagrell  | 4 · 2    |
|       | Carlos           | Carlos Gil                 | Massalfassar  |          |
| 18 a. | Giner            | Marc Giner Giner           | Murla         | 1 sub-18 |
| 21 a. | Marc             | Marc Gimeno Sánchez        | Montserrat    | 3 sub-23 |
| 1980  | Miguel           | Miguel González Marí       | Petrer        | 1 · 1    |
| 1990  | Monrabal         | Roberto Monrabal           | Vilamarxant   |          |
| 1992  | Pablo de Sella   | Pablo Vidal Climent        | Sella         |          |
| 1993  | Pablo de Borriol | Pablo Linares              | Borriol       |          |
| 1993  | Pere Roc II      | Rodrigo Sebastià Alonso    | Benidorm      |          |
| 1978  | Salva            | Salvador Vicente Mormeneo  | Massamagrell  |          |
| 1985  | Santi            | Santiago Ortuño Orquín     | Finestrat     | 1        |

## Cronologia

### Primera fase
La primera fase mamprengué divendres 7 d'octubre a la nit amb dos partides seguides al trinquet de Vilamarxant: en la primera, Santi guanyà 60 per 25 a Carlos de Massalfassar, que debutava en la competició absoluta; en la segona, el vilamarxanter Monrabal estigué a punt d'igualar a 45 contra Salva, però al remat perdé 60 per 40. Les altres dos eliminatòries tingueren lloc al sendemà, dissabte 8, en el trinquet de Pedreguer: en la primera, Pere Roc va superar el Pablo borriolenc des del 35 per 30 fins a guanyar la partida; en l'altra partida, sense cap favorit d'entrada, ambdós jugadors varen igualar a 35, 40, 45 i 50 fins que Giner, subcampió vigent de l'individual sub-23, va assolir el 60 per 50 final en una partida molt disputada i aplaudida.

### Quarts de final
Les dues primeres partides amb caps de sèrie en competició es varen disputar dimecres 12 al Nou Trinquet de Guadassuar: en la primera, Marc va eixir de favorit —li donaven de quinze i de vint en les travesses— i tingué avantatge sobre Salva durant les dos hores que jugaren, encara que amb 55 per 50 i val a favor de Marc amb la pilota parada, Salva aconseguí igualar a 55 i tindre dos pilotes de val, encara que al remat el montserratí fon el guanyador; la següent, disputada a continuació, va enfrontar al campió vigent del XXV Circuit Professional d'Escala i Corda, Miguel de Petrer, contra Pere Roc II, el qual s'avançà a 40 per 25 i mantingué a ratlla al petrerí fins a igualar a 50, però llavors Pere Roc no tingué encert per a rematar i Miguel va guanyar els dos últims jocs amb rapidesa.
La tercera partida es jugà divendres 14 al trinquet Eusebio de Sueca: les travesses donaven de vint a favor de Puchol II, però a mesura que Santi guanyava jocs la postura canvià del roig al blau; després de dos hores de partida i d'igualar fins a 55, Puchol aconseguí una victòria molt simbòlica davant un dels dos mitgers finalistes de l'Individual —l'altre, Grau, l'any 2000— i el company amb el qual guanyà el XXIV Circuit Professional d'Escala i Corda. Dos dies més tard, Soro III guanyà Giner de Murla al trinquet de Dénia: després d'igualar a 35, el campió vigent feu valdre la seua veterania i l'experiència en el mà a mà per a eliminar el murler.

### Semifinals
Els quatre semifinalistes varen ser emparellats d'acord amb la classificació en l'anterior edició del torneig: el campió Soro contra Marc, quartfinaliste l'any 2015, i el subcampió Puchol contra Miguel, que fon semifinaliste. El sorteig de la seu per a cada semifinal es feu amb un acte públic dimarts 18 al complex esportiu Marina Beach Club de la Malva-rosa, conduït per la locutora Maria José Berbegall, amb la presència dels quatre semifinalistes, els anteriors campions individuals Álvaro, Fredi, Genovés I i Grau i parlaments a càrrec del Director Corporatiu de Bankia, el President de la Federació, la Diputada d'Esports i el President de les Corts. El sorteig determinà que Soro i Marc jugarien dissabte a Pelayo i Miguel i Puchol al sendemà de matí al Tio Pena o, en cas que ploguera, també a Pelayo.
Arribat el cap de setmana, Marc va disputar la semifinal contra Soro: el montserratí havia patit una contusió en la mà dreta durant la partida contra Salva que aconsellava quinze dies sense jugar, per la qual cosa no va entrenar al trinquet fins dijous —amb pilota de badana— i divendres —amb pilota de vaqueta—, i no va confirmar la participació fins a hora horada, encara que no es trobava en plenes facultats. Així, amb el pronòstic i les travesses en contra, Soro el guanyà 60 per 30 sense cap de dificultat. Al sendemà, Puchol II i Miguel jugaren l'altra semifinal també a Pelayo, per mor de l'oratge: la partida estigué igualada fins a 35 per 30, amb un joc molt renyit a partir del qual Puchol l'aventatjà 50 per 30; Miguel encara pogué acurtar dos jocs fins a 55 per 40 ans que Puchol guanyara la partida.